# Petrovany
Petrovany (allemand : Petersdorf im Scharosch) est un village de Slovaquie situé dans la région de Prešov.

## Histoire
Première mention écrite du village en 1304.

## Démographie

### Évolution de la population
| Année:               | 1994. | 2004.    | 2014.   | 2024.   |
| -------------------- | ----- | -------- | ------- | ------- |
| Nombre de personnes: | 1617  | 1794     | 1858    | 2036    |
| Différence:          |       | +10,94 % | +3,56 % | +9,58 % |

| Année:               | 2023. | 2024.   |
| -------------------- | ----- | ------- |
| Nombre de personnes: | 2014  | 2036    |
| Différence:          |       | +1,09 % |